# Tether Rock
Tether Rock är en kulle i Antarktis. Den ligger i Östantarktis. Australien gör anspråk på området. Toppen på Tether Rock är 1 499 meter över havet.
Terrängen runt Tether Rock är platt åt nordost, men åt sydväst är den kuperad. Terrängen runt Tether Rock sluttar österut. Trakten är obefolkad. Det finns inga samhällen i närheten.